# Enantiornithes
Gli enantiorniti (Enantiornithes) sono un gruppo estinto molto vicino agli uccelli, dalle caratteristiche relativamente "primitive" (basali), rispetto ai veri uccelli, ma molto variabili tra specie e specie. Vissero esclusivamente nel Cretaceo, tra 120 e 65 milioni di anni fa. Furono, tra i dinosauri più vicini agli uccelli, i più abbondanti e diversificati del Mesozoico, ma si estinsero senza lasciare discendenti.

## Descrizione
Come molti altri uccelli primitivi, la maggior parte degli enantiorniti possedeva ali munite di artigli e una bocca dotata di denti. In generale gli enantiorniti comprendevano un gran numero di forme volatrici, alcune delle quali di piccolissime dimensioni; altre, invece, erano della taglia di un avvoltoio.

## Classificazione
Secondo le attuali classificazioni scientifiche, gli enantiorniti sono considerati uno dei due grandi gruppi di uccelli evoluti. L'altro gruppo è costituito dagli ornituri (Ornithurae), che include tutti gli uccelli attuali e numerose forme fossili. Gli enantiorniti, quindi, costituiscono un “esperimento” di successo nell'evoluzione degli uccelli, ma si diversificarono dalla linea che ha condotto alle forme viventi in una prima fase di questa evoluzione. Questa visione non è del tutto accettata dalla comunità scientifica; alcuni studi recenti affermano che gli enantiorniti possano rappresentare diversi gradi di specializzazione nella linea evolutiva che conduce agli odierni uccelli. Altri studiosi ritengono invece che questi animali non possano nemmeno ricadere sotto la definizione di uccelli in senso stretto.

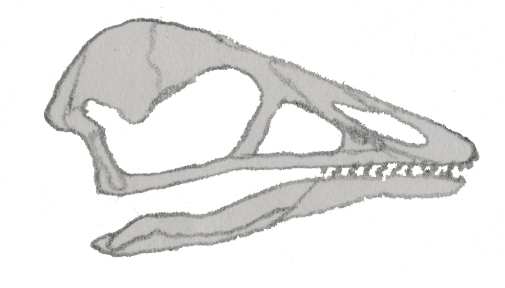
Ricostruzione del cranio di Cathayornis yandica

- Clade † Enantiornithes[1]
  - Genere † Boluochia
  - Genere † Cathayornis
  - Genere † Cruralispennia
  - Genere † Elsornis
  - Genere † Enantiophoenix
  - Genere † Falcatakely
  - Genere † Flexomornis
  - Genere † Hollanda
  - Genere † Houornis
  - Genere † Magnusavis
  - Genere † Parabohaiornis
  - Genere † Protopteryx
  - Genere † Pterygornis
  - Genere † Yuanjiawaornis
  - Genere † Yungavolucris
  - Famiglia † Longipterygidae
    - Genere † Iberomesornis
    - Genere † Longipteryx
    - Genere † Longirostravis
    - Genere † Rapaxavis

  - Clade † Euenantiornithes
    - Genere † Enantiornis
    - Genere † Concornis
    - Genere † Cratoavis
    - Genere † Dunhuangia
    - Genere † Eoalulavis
    - Genere † Eocathayornis
    - Genere † Feitianius
    - Genere † Gobipteryx
    - Genere † Grabuornis
    - Genere † Gretcheniao
    - Genere † Halimornis
    - Genere † Hebeiornis
    - Genere † Huoshanornis
    - Genere † Liaoningornis
    - Genere † Longusunguis
    - Genere † Musivavis
    - Genere † Neuquenornis
    - Genere † Parvavis
    - Genere † Qiliania
    - Genere † Shengjingornis
    - Genere † Sinornis
    - Genere † Zhouornis
    - Famiglia † Avisauridae
      - Genere † Avisaurus
      - Genere † Gettyia
      - Genere † Intiornis
      - Genere † Mirarce
      - Genere † Soroavisaurus

    - Famiglia † Bohaiornithidae
      - Genere † Bohaiornis
      - Genere † Eoenantiornis
      - Genere † Fortunguavis
      - Genere † Mystiornis
      - Genere † Shenqiornis
      - Genere † Sulcavis

    - Famiglia † Pengornithidae
      - Genere † Eopengornis
      - Genere † Parapengornis
      - Genere † Pengornis
      - Genere † Yuanchuavis

## Diversificazione
Oltre quaranta specie di enantiorniti sono state classificate finora, ma alcune di queste sono note attraverso fossili frammentari e potrebbero non essere ascrivibili a questo gruppo.
Fossili di enantiorniti sono stati rinvenuti in sedimenti marini e di entroterra: questo fatto ha portato alla conclusione che fossero un gruppo ecologicamente molto diversificato. Tra gli enantiorniti vi erano forme nuotatrici, pescatrici, tuffatrici e persino predatrici, con tanto di becchi ricurvi simili a quelli delle aquile.
I più piccoli tra gli enantiorniti erano della taglia di un passero, mentre altri (Enantiornis, Avisaurus) superavano abbondantemente il metro di apertura alare.
Questi animali conobbero una grande espansione nel corso del Cretaceo, fino ad arrivare al culmine della distribuzione e della diversificazione nel Cretaceo superiore.
Al termine di questo periodo, però, si estinsero insieme ad altri uccelli, come gli esperorniti, a tutti i dinosauri non aviani e ad altri gruppi di animali.
Nelle ricostruzioni popolari si afferma solitamente che l'estinzione di fine Cretaceo, togliendo di mezzo dinosauri e pterosauri, favorì i mammiferi e gli uccelli. La realtà è, ovviamente, più complessa: l'estinzione di massa pose l'intero ecosistema sotto un fortissimo stress, in cui sopravvissero solo poche specie più fortunate; tra i cladi scomparsi si trovavano numerosi esempi "di punta" e di successo dei Mammaliformes e degli uccelli, come appunto tutti gli Enantiornithes.